# عبد الحميد عبادة
عبد الحميد أفندي عبادة مؤرخ وكاتب وعالم دين مسلم من العراق.

## نشأته ودراسته
أسمه عبد الحميد بن بكر صدقي بن الحاج إسماعيل عبادة، وينتمي إلى أسرة بغدادية قديمة أقامت في حي الفضل بشرقي بغداد منذ سنة 1120هـ/1708م، أي قبل نحو قرنين من ولادته، وكانت ولادته في مدينة خانقين في محافظة ديالى، سنة 1309هـ/1891م، ولقد أنتقل بهِ أهلهِ إلى بغداد، حيث كان جده إسماعيل عبادة يعمل مؤذنا في جامع الفضل، فنشأ هو في بيت جدهِ، الذي مكنهُ بحكم زيارته المستمرة لجامع الفضل وغيره من الجوامع، من التعلم على أيدي الكتاتيب، فتعلم القرآن والقراءة والكتابة، ولما أكمل علومه الأولية شرع بالتلمذة على يد الشيخ عبد الوهاب النائب، الذي كان يتخذ من مدرسة جامع الفضل مجلسا له، يدرس فيه علوم الحديث والفقه.
ولقد ربطت صلات الزمالة في أثناء فترة التلمذة في مدرسة الفضل بينه وبين عدد من خيرة الطلبة الذين كانوا يلتفون حول الشيخ عبد الوهاب النائب، ولقد تخرج من هذه المدرسة علماء أعلام فمنهم الحافظ ومنهم المحرر والشاعر ومنهم الأديب، وأثرت ثقافة الشيخ النائب وأهتمامه بالتراث في وجدان تلاميذه، فتاثر به الشاب عبد الحميد عبادة، ثم أنتقل عبد الحميد بعد أن أخذ الإجازة العلمية من الشيخ بين مدارس بغداد يأخذ العلم عن هذا العالم أو ذاك فكان إن قرأ علم القراءات في جامع الخلفاء على الشيخ عبد الله أفندي الموصلي القاري، فقال: (قرأت عليه قراءة حفص وشعبة في هذا الجامع رحمه الله تعالى).
وممن قرأ عليهم الفقه الحنفي الشيخ محمد سعيد أفندي بن سيد جواد الدوري، وكان هذا يلقي دروسه في مدرسة نائلة خاتون في محلة الحيدرخانة، فقال يصف ذلك الوقت: ( قرأت عليه في هذه المدرسة سنة 1327هـ/1909م، كتاب الدرر في الفقه الحنفي، فوجدته علامة عصره معقولا ومنقولا). كما تتلمذ على الشيخ محمود شكري الآلوسي، أيام طلبهِ العلم في جامع الحيدرخانة، فقرأ عليهِ شرح الآلوسي لمنظومة الشيخ حسن العطار في علم الوضع، وذلك سنة 1330هـ/1911م.
وكان قد أرتحل إلى قرية بيارة القريبة من بلدة حلبجة حيث درس على يد الشيخ محمد سعيد بن عبد القادر الحنفي السلفي، قال في ترجمته: (وقد تشرفت بخدمته في بيارة سنة 1308هـ/1890م. وقرية بيارة هي من نواحي محافظة السليمانية وأشتهرت بمدرستها التاريخية القديمة التي تعد واحدة من أبرز مدارس المنطقة في العلوم العقلية والنقلية خلال القرون الأخيرة وهي من أقدم المدارس، ولسبب معين لم يمتهن عبادة التدريس ولم يتخذ التعليم مهنة لهُ كما هو دأب معاصريه من طلبة العلم، وإنما فضل أن يعمل كاتباً في المحكمة الشرعية، فأتاح له عمله هذا الأطلاع الدقيق على سجلات هذه المحكمة التي تغطي وقائعها نحو قرنين كاملين من تاريخ بغداد بما تضمنته من وقفيات المساجد، ودعاوى تتعلق بالعقارات المختلفة في بغداد، وما جرى عليها من معاملات تكشف عن تاريخها.
ولكنه أضطر في صيف سنة 1923م إلى مغادرة بغداد إلى مدينة الناصرية للعمل في بعض الوظائف الحكومية هناك، وقد حصل في أثناء إقامته في بعض المدن والقصبات في جنوبي العراق على معلومات مهمة عن طائفة الصابئة المندائيين التي تسكن هناك منذ عقود وعهود بعيدة، فكانت تلك المعلومات مادة لكتاب مستقل كتبه في وصف عاداتهم وعقائدهم وتأريخهم.
كما إن من فوائد سفره إلى الناصرية حدوث صلة صداقة بينه وبين بعض شيوخ عائلة آل السعدون، ورؤساء قبائل المنتفق، التي أدت دوراً مهماً في تاريخ العراق في خلال القرون الأخيرة، فكان أن ألف كتاباً خاصاً بنسبهم.
ولقد مكنت ثقافة عبد الحميد عبادة ودراسته للعلوم الشرعية، واتقانه اللغة التركية (العثمانية)، من أستكمال جوانب دراسته لمعالم مدينته، فكان أن أفاد من الكتب المؤلفة بهذه اللغة مثل (سجل عثماني) لمحمد ثريا، و(قاموس الأعلام) لشمس الدين سامي، وغير ذلك من المصادر المهمة في معرفة ولاة بغداد الذين قرأ أسماءهم على جدران تلك المعالم.
ولقد كتب في أواخر سني حياته عدداً من الدراسات القصيرة عن بعض معالم بغداد نشر أغلبها في مجلة (لغة العرب) التي كان يصدرها في بغداد الأب أنستاس ماري الكرملي، فأبان فيما نشر عن سعة علمه، وجودة وجدة الموضوعات التي تناولها بالبحث.

## أهم مؤلفاته
- العقد اللامع بآثار بغداد والمساجد والجوامع ، حققه عماد عبد السلام رؤوف .[4]
- مندائي أو الصابئة الأقدمون. طبع في بغداد سنة 1927م.
- ذات الشفا في سيرة النبي ثم الخلفا. (وهي منظومة لشمس الدين الجزري حققها ونشرها بتوقيع عبد الحميد أفندي وطبعت في بغداد سنة 1913م.
- شجرة الزيتون في نسبة آل السعدون.
- مقال (آثار بغداد)، في مجلة المرشد 3 (بغداد 1928) 104-108، 391-394.
- مقال (أسماء محلات بغداد قبل قرن وأكثر)، مجلة لغة العرب ج7 (1929) ص 126-131.
- مقال (دار ابن الجوزي وقبره ببغداد). مجلة لغة العرب ج7 (1929) ص217-219.
- مقال (قبر الإمام أبي يوسف صاحب أبي حنيفة)، مجلة لغة العرب ج6 (1928) ص754-756.
- مقال (قبر الإمام أحمد بن حنبل)، مجلة لغة العرب ج7 (1929) ص288-289.
- مقال (المدرسة البشيرية)، مجلة لغة العرب ج7 (1929) ص383-387.

## كتب ألفت عنه
- الديانية المندائية: عبد الحميد أفندى عبادة مع الصابئة المندائيين في فقه وتاريخ الإسلام - تقديم وتحقيق: رشيد الخيون.[5]

## وفاته
توفي في بغداد عن عمر ناهز الأربعين عاماً وذلك سنة 1349هـ/1930م.